# El Mundo (Espagne)
Pour les articles homonymes, voir El Mundo.
El Mundo (en français : « Le Monde ») est un quotidien espagnol écrit en espagnol fondé en 1989. Ce journal appartient depuis 2003 au groupe Unidad Editorial, filiale à 89 % de Rizzoli qui publie notamment Corriere della Sera. C'est le deuxième quotidien généraliste payant le plus diffusé en Espagne, derrière El País. Il est dirigé actuellement par Francisco Rosell et avant lui par son cofondateur, Pedro J. Ramírez.

## Histoire
El Mundo a été publié pour la première fois le 23 octobre 1989. Le plus connu de ses fondateurs était peut-être Pedro J. Ramírez, qui a été rédacteur en chef jusqu'en 2014. Ramirez s'était fait connaître en tant que journaliste lors de la transition espagnole vers la démocratie. Les autres fondateurs, Alfonso de Salas, Balbino Fraga et Juan González, ont partagé les antécédents de Ramirez dans Grupo 16, les éditeurs du journal Diario 16.
Alfonso de Salas, Juan Gonzales et Gregorio Pena ont également lancé El Economista (es) en 2006.

## Ligne éditoriale

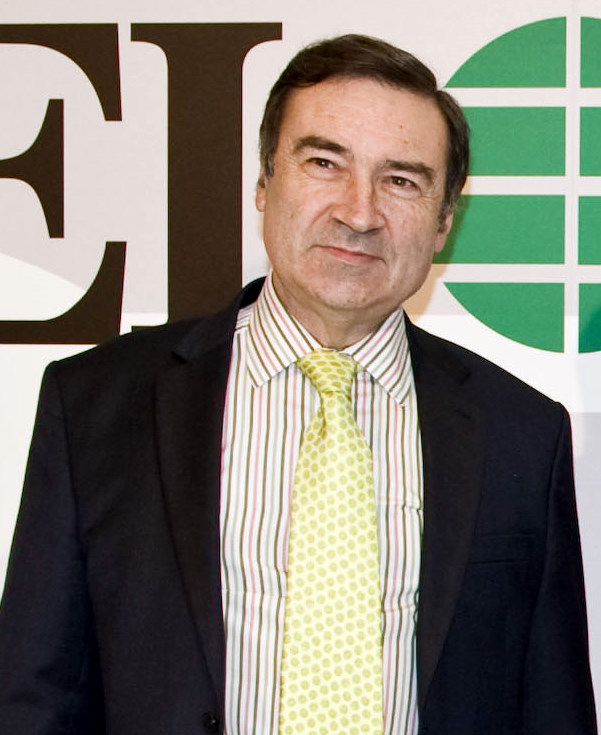
Pedro J. Ramírez, journaliste espagnol.

El Mundo exprime souvent une ligne éditoriale suivant les opinions dominantes du centre-droit, espagnol avec des connotations indépendantes et libérales,.
El Mundo définit sa ligne éditoriale comme libérale. Il est généralement critique à l'égard des nationalismes de gauche et périphériques. Son idéologie actuelle est laïque de centre-droit. Il y a chez ses chroniqueurs une hétérogénéité et un éclectisme remarquables, souvent ouvertement critiques de la ligne éditoriale elle-même. À l'époque il a été décisif dans la chute de Felipe González.
El Mundo a joué un rôle clé dans la découverte d'un certain nombre de scandales, parmi lesquels des détournements de fonds par le commandant de la Guardia Civil, des accusations de délit d'initié et de fraude fiscale par le gouverneur de la Banque centrale d'Espagne et des aspects de l'affaire Bárcenas. Les rapports d'enquête des journalistes d'El Mundo ont également révélé des liens entre les terroristes Groupes antiterroristes de libération (GAL) et l'administration socialiste de Felipe González, révélations qui ont contribué à sa défaite aux élections de 1996.

## Grands reporters
- Ali Lmrabet

## Journalistes populaires
- Federico Jiménez Losantos
- Fernando Múgica Goñi